# 9372 Vamlingbo
9372 Vamlingbo är en asteroid i huvudbältet som upptäcktes den 19 mars 1993 i samband med projektet UESAC. Den fick den preliminära beteckningen 1993 FK37 och  namngavs senare efter den gotländska kyrkbyn Vamlingbo.
Den tillhör asteroidgruppen Koronis.
Vamlingbos senaste periheliepassage skedde den 19 juni 2020.